# Challenger de Barletta 2021
El torneo Open Città della Disfida 2021 fue un torneo profesional de tenis. Perteneció al ATP Challenger Tour 2021. Se disputó en su 21.ª edición sobre superficie tierra batida, en Barletta, Italia entre el 23 al el 29 de agosto de 2021.

## Jugadores participantes del cuadro de individuales
| Favorito | País                        | Jugador               | Rank1 | Posición en el torneo |
| -------- | --------------------------- | --------------------- | ----- | --------------------- |
| 1        | Bandera de Eslovaquia       | Andrej Martin         | 118   | Segunda ronda         |
| 2        | Bandera de Argentina        | Juan Manuel Cerúndolo | 139   | Primera ronda, retiro |
| 3        | Bandera del Reino Unido     | Jay Clarke            | 219   | Primera ronda         |
| 4        | Bandera de los Países Bajos | Tim van Rijthoven     | 259   | Segunda ronda         |
| 5        | Bandera de Italia           | Matteo Viola          | 264   | Primera ronda         |
| 6        | Bandera del Reino Unido     | Jack Draper           | 266   | Primera ronda         |
| 7        | Bandera de Italia           | Riccardo Bonadio      | 268   | Primera ronda         |
| 8        | Bandera de China Taipéi     | Tseng Chun-hsin       | 270   | Semifinales           |

- 1 Se ha tomado en cuenta el ranking del 16 de agosto de 2021.

### Otros participantes
Los siguientes jugadores recibieron una invitación (wild card), por lo tanto ingresan directamente al cuadro principal (WC):
- Jacopo Berrettini
- Emiliano Maggioli
- Luca Nardi

Los siguientes jugadores ingresan al cuadro principal tras disputar el cuadro clasificatorio (Q):
- Nicolás Álvarez
- Ryan Harrison
- Cristian Rodríguez
- Andrea Vavassori

## Campeones

### Individual Masculino
- Giulio Zeppieri derrotó en la final a  Flavio Cobolli, 6–1, 3–6, 6–3

### Dobles Masculino
- Marco Bortolotti /  Cristian Rodríguez derrotaron en la final a  Gijs Brouwer /  Jelle Sels, 6–2, 6–4